# Дубовик Леонтій Федорович
Лео́нтій Фе́дорович Дубови́к (нар. 30 жовтня 1902, Київ — 23 серпня 1952, Харків) — український театральний режисер і педагог. Народний артист УРСР (1947).

## Життєпис
1925 року закінчив Київський музично-драматичний інститут імені М. В. Лисенка (викладачі Володимир Сладкопєвцев, Лесь Курбас) і поступив на роботу в театр «Березіль».
1926 року переїхав разом з театром до Харкова.
З 1935 року працює в Харківському українському драматичному театрі ім. Т. Шевченка.
Найкращі його постановки відзначались яскравою романтичною театральністю. Серед них: «Назар Стодоля» Шевченка, Талан Старицького, «Тев'є-молочник» (за мотивами повісті Шолом-Алейхема) і «Пан де Пурсоньяк» Мольєра.
Дубовик також викладав у Харківському театральному інституті, до липня 1951 року був його директором. 
У серпні 1951 — травні 1952 року — заступник голови Комітету у справах мистецтв при Раді міністрів УРСР.
Незадовго до смерті був призначений художнім керівником Харківського українського драматичного театру імені Шевченка.
Помер у Харкові 23 серпня 1952.

## Постановки
- «Назар Стодоля» Шевченка
- «Талан» Старицького
- «Тев'є-молочник» Шолом-Алейхема
- «Пан де Пурсоньяк» Мольєра
- «Алло на хвилі 477»

## Учні
- О. Барсегян
- Є. Зіскінд
- Б. Прокопович
- А. Горбенко